# Капа
Капа је одевни предмет који се ставља на главу и служи за заштиту од падавина, хладноће, сунца али и као модни детаљ. Капе се могу радити од разлитих материјала: вуна, платно, кожа или синтетички материјали.

## Врсте
Постоје више различитих начина како се могу поделити капе. Пре свега према материјалу и времену када се носе. Плетене капе су најчешће прављене од вуне те су погодне у ладним зимским месецима. Међу именима капа често можемо чути следећа:
- Шешир
- Фес
- Шајкача
- Скуфија
- Турбан
- Качкет
- Беретка
- Титовка
- Тубетејка
- Фригијска капа
- Камилавка
- Ушанка
- Личка капа
- Калпак
- Гардијска капа

и многе друге.

## Галерија
- Качкет
- Качкети и шалови
- Црногорска капа
- Шајкача

## Наводи
1. ↑  Kape za trčanje